# ژان-ژاک گیسار
ژان-ژاک گیسار (فرانسوی: Jean-Jacques Guissart‎؛ ۵ اوت ۱۹۲۷ – ۱۵ سپتامبر ۲۰۰۸) قایقران روئینگ اهل فرانسه بود.
وی در مسابقات کشوری و بین‌المللی در مجموع برندهٔ ۱ مدال نقره، ۲ مدال برنز شده‌است.